# Orimarga arizonensis
Orimarga arizonensis là một loài ruồi trong họ Limoniidae. Chúng phân bố ở miền Tân bắc.